# Motor de pistão livre
Motor a pistão livre usado como 
gerador de gás para 
acionar uma turbina.
O motor de pistões livres é uma variação interessante no motor de pistões opostos e foi patenteado em 1934 por Raúl Pateras de Pescara. Não tem nenhum eixo de manivela e os pistões são retornados após cada curso do acendimento pela compressão e pela expansão do ar em um cilindro separado. As aplicações adiantadas eram para o uso como um compressor de ar ou como um gerador do gás para uma turbina a gás. Há agora um interesse renovado nele para veículos usando o um alternador linear, por possuir pouco peso em relação a potência gerada.
Atualmente encontra-se sendo fabricado pela empresa Dyna-Cam, para uso aeronáutico e está homologado para instalação em aeronaves. A versão aeronáutica da Dyna-Cam possui doze cilindros de 82,55 mm, com curso de 95,25 mm, taxa de compressão de 8:1, comprimento 1.016mm, diâmetro 330mm, peso 136kgf (seco), com potência de 250 HP a 2.000 RPM versão turbo (em sua versão carburada 200 HP). Consumo cruzeiro de 8,5 Gal/h a 1.700 RPM (30,6 litros/h)
Os motores foram inventados pelos alemãs e irmãos Blesser, no início da década de 1930, do século passado. A patente hoje pertence a família americana Palmer, dona da Dyna-Cam.